# Ernst Freiherr von Bibra
Ernst Freiherr von Bibra (23 de setembro de 1910 — 25 de fevereiro de 1943) foi um oficial alemão que serviu durante a Segunda Guerra Mundial. Foi condecorado com a Cruz de Cavaleiro da Cruz de Ferro.

## Condecorações
| Cruz de Ferro 2ª Classe                                   |
| Cruz de Ferro 1ª Classe                                   |
| Cruz de Cavaleiro da Cruz de Ferro 23 de dezembro de 1942 |